# Monte Gauss
Il monte Gauss (in inglese Mount Gauss, in tedesco Gaussberg) è un vulcano antartico estinto.
Localizzato ad una latitudine di 66° 48' sud e ad una longitudine di 89°11' est, il cono si trova immediatamente ad ovest del ghiacciaio Posadowsky di fronte al mare di Davis nella terra di Guglielmo II (Territorio Antartico Australiano).
Scoperto nel febbraio 1902 durante la spedizione Gauss da Erich von Drygalski è stato intitolato, come la nave della spedizione, in onore di Carl Friedrich Gauss.